# Turkije op het Eurovisiesongfestival 1988
Turkije deed mee aan het Eurovisiesongfestival 1988 in Dublin, Ierland. Het was de 11de deelname van het land op het Eurovisiesongfestival. Het lied werd gekozen door middel van een nationale finale.

## Selectieprocedure
De songfestivalinzending van Turkije werd gekozen in een nationale finale die plaatsvond op 13 februari 1988 in de studio's van de nationale omroep TRT. In totaal werden 16 liedjes gekozen die allemaal meededen in de finale. De winnaar werd gekozen door een jury. De uiteindelijke keuze viel op de band MFÖ met het lied Sufi. Deze groep had Turkije in 1985 ook al eens vertegenwoordigd op het songfestival.

## In Dublin
In Ierland trad Turkije als vijfde land aan, net na het Verenigd Koninkrijk en voor Spanje. Aan het einde van de puntentelling bleek dat MFÖ met 37 punten op de 15de plaats wad geëindigd. Men ontving van Nederland 1 punt.

### Gekregen punten

#### Finale
| 12 punten | 10 punten            | 8 punten             | 7 punten | 6 punten                          |
| --------- | -------------------- | -------------------- | -------- | --------------------------------- |
|           |                      | - Duitsland - Israël |          | - Frankrijk                       |
| 5 punten  | 4 punten             | 3 punten             | 2 punten | 1 punt                            |
| - Spanje  | - Luxemburg - Zweden |                      |          | - Nederland - Verenigd Koninkrijk |

### Punten gegeven door Turkije

#### Finale
Punten gegeven in de finale:
| 12 punten | Verenigd Koninkrijk |
| 10 punten | Zwitserland         |
| 8 punten  | Frankrijk           |
| 7 punten  | Joegoslavië         |
| 6 punten  | Nederland           |
| 5 punten  | Spanje              |
| 4 punten  | Italië              |
| 3 punten  | Griekenland         |
| 2 punten  | Ierland             |
| 1 punt    | Duitsland           |